# Liste der Straßen in Essen-Bedingrade
Die Liste der Straßen in Essen-Bedingrade beschreibt das Straßensystem im Essener Stadtteil Bedingrade mit den entsprechenden historischen Bezügen.

## Einführung und Überblick
In Bedingrade leben 11933 Einwohner (30. September 2022) auf einer Fläche von 2,93 km². Der Stadtteil zählt zum Stadtbezirk IV Borbeck. Der Großteil von Bedingrade bildet mit Frintrop und Schönebeck den Postleitzahlenbezirk 45359, der Norden des Stadtteils zählt mit Gerschede und Dellwig zum Bezirk 45357.
Einige der Bedingrader Straßennamen stammen aus der Zeit des Bürgermeisters Rudolf Heinrich (1845–1917), der zwischen 1881 und 1907 das Amt innehatte und sich in den 1890er-Jahren für die Benennung der Straßen einsetzte. Damals war es noch nicht üblich, den Straßennamen an den Beginn und das Ende einer Straße zu setzen, da die Bebauung nicht sehr dicht war, deswegen befanden sich die Straßennamen auch auf den Hausnummernschildern. Damit dies möglichst machbar war, gab Heinrich den Straßen äußerst kurze Namen. Solche Straßennamen sind in Bedingrade die Bandstraße, die Lohstraße, die Moosstraße, die Pflanzstraße, die Roßstraße, die Schloßstraße die Tonstraße, die Triftstraße und die Zwergstraße.
Zweimal wurde Gebrauch von Themengruppen gemacht: Die Scheckenstraße und der Rappenweg beziehen sich auf die nahe Roßstraße, der Bieberweg und der Wiedbach liegen in einer Siedlung, die sich größtenteils auf Gerscheder Flur befindet und in der vor allem Bimssteine aus dem Raum um Neuwied verwendet wurden, weswegen sich die Straßennamen auf Neuwied beziehen.
Der Stadtteil wird, im Norden beginnend, im Uhrzeigersinn folgendermaßen begrenzt:

Oberhauser Straße und Barchembach zu Frintrop, Barchembach, Grandstraße und Reuenberg zu Dellwig, Hugo-Knippen-Straße, Hagedornstraße, Mayskamp, Triftstraße, Ackerstraße, Bieberweg, Wiedbach und Gerschermannweg zu Gerschede, Pausmühlenbach, Laarmannstraße und Rabenhorst zu Borbeck-Mitte, Im Wulve, Aktienstraße und Heckelsberg zu Schönebeck, der Hexbach zu Mülheim-Dümpten sowie der Läppkes Mühlenbach zu Oberhausen-Dümpten.
In Bedingrade gibt es 60 benannte Verkehrsflächen, darunter keinen Platz. 21 Straßen davon befinden sich nur teilweise im Stadtteil:

Diese hohe Zahl liegt an der komplizierten Grenzziehung zu Gerschede, die über mehrere Straßen verläuft (siehe oben). Zusätzlich werden die Ackerstraße, der Gerschermannweg, der Mayskamp, der Reuenberg der Wiedbach und der Wilmsweg in Gerschede fortgeführt. Die Laarmannstraße, der Möllhoven, der Rabenhorst und die Schloßstraße werden in Borbeck-Mitte weitergeführt, die Bandstraße, Im Wulve, die Aktienstraße und der Heckelsberg zählen teilweise zu Schönebeck. Die Oberhauser Straße und die Schloßstraße bilden die Grenze zu Frintrop und die Frintroper Straße durchquert den gesamten Stadtbezirk, sodass sie auch zu großen Teilen zu Frintrop, Schönebeck und Borbeck-Mitte gehört. Der Hexberg wird in Mülheim-Oberdümpten fortgeführt.
Durch Bedingrade verläuft die Bundesstraße 231 auf der Frintroper Straße und die Landesstraße 445 auf den Straßen Am Kreyenkrop und Reuenberg.

## Liste der Straßen
Die nachfolgende Tabelle gibt eine Übersicht über die vorhandenen Straßen und Wege im Stadtteil sowie einige dazugehörige Informationen.
- Name: aktuelle Bezeichnung der Straße.
- Länge/Maße in Metern:
 Die in der Übersicht enthaltenen Längenangaben sind gerundete Übersichtswerte, die in Google Earth mit dem dortigen Maßstab ermittelt wurden. Sie dienen Vergleichszwecken und werden, sofern amtliche Werte bekannt sind, ausgetauscht und gesondert gekennzeichnet.
 Der Zusatz (im Stadtteil) gibt an, dass die Länge die des Straßenabschnitts innerhalb des Stadtteils ist, da die Straße in benachbarte Stadtteile weitergeführt wird.
 Der Zusatz (alle Straßenabschnitte zusammen) gibt an, dass die Straße so verwinkelt ist, dass keine „Hauptstraße“ besteht. Stattdessen wird die Länge aller Straßenabschnitte zusammengezählt.
- Herleitung: Ursprung oder Bezug des Namens
- Datum der Benennung: amtliche Erstbenennung
- Anmerkungen: zusätzliche Informationen

| Name                | Länge/Maße (in Metern)                | Herleitung                                                                                 | Datum der Benennung | Bemerkungen | Bild                                                                  |
| ------------------- | ------------------------------------- | ------------------------------------------------------------------------------------------ | ------------------- | --- | --------------------------------------------------------------------- |
| Ackerstraße         | 280 (im Stadtteil)                    | angelegt auf einem Acker                                                                   | 9. Juli 1915        | Die Ackerstraße wurde auf einem Acker des Bauern Gimken angelegt und trägt daher ihren Namen. Sie beginnt am Möllhoven und führt in nordöstliche Richtung nach Gerschede. Ein Teil der Straße hieß bis 1915 Bornstraße. |                                                                       |
| Aktienstraße        | 500 (im Stadtteil)                    | Aktiengesellschaft zum Bau der Straße                                                      | 14. Aug. 1896       | Zum Transport der fettreichen Borbecker Kohlen zum Ruhrhafen in Mülheim an der Ruhr mussten die Händler schlecht ausgebaute, umständliche Wege benutzen, da es keine direkte Verbindung gab. Um eine kurze Straßenverbindung zu errichten, wurde eine Aktiengesellschaft gegründet, an denen sich neben den Zechen Sälzer & Neuak, Schölerpad und Kronprinz von Preußen auch 49 weitere Bürger aus Essen und Mülheim an der Ruhr beteiligten. Es dauerte noch zehn Jahre, bis im Juli 1839 auf Anweisung von König Friedrich Wilhelm von Preußen eine Kunststraße zwischen der Essen-Oberhausener Straße bei Schloss Borbeck und Mülheim an der Ruhr gebaut wurde. Straßen wie diese, die nicht direkt vom Staat gebaut wurden, sondern unter Beteiligung einer Gesellschaft standen, wurden Prämien- oder Aktienstraßen genannt. So erhielt auch diese Verbindung ihren Namen. Erst 1896 wurde allerdings die Aktienstraße, die größtenteils auf Schönebecker Gebiet liegt und nur zwischen den Straßen Im Wulve und Heckelsberg die Grenze zu Bedingrade bildet, offiziell benannt. | Aktienstraße                                                          |
| Am Kreyenkrop       | 280                                   | Kreyenkrop, Flurname                                                                       | 3. Mai 1967         | Der Name der Verbindung zwischen Frintroper Straße und Schloßstraße, die vor der Frintroper Straße, Lohstraße und nach der Schloßstraße Reuenberg heißt, entstammt der Essener Landmatrikel von 1668, wo der Flurname auffn Kreyenkrop belegt ist. Zuvor war die Straße Teil der Bedingrader Straße, vor 1915 Teil der Rohrstraße. | Wasserturm Bedingrade an der Kreuzung Frintroper Straße/Am Kreyenkrop |
| Am Roten Haus       | 250 (140+110)                         | Gaststätte Rotthäuser                                                                      | 20. Mai 1964        | Es handelt sich um einen Flurnamen, der sich auf die Gaststätte Rotthäuser bezieht, die schon seit Jahrhunderten besteht. Die Straße Am Roten Haus ist aufgeteilt, eine Stichstraße zur Frintroper Straße und eine Stichstraße zur Schloßstraße heißen so. |                                                                       |
| An der Bergkuhle    | 280 (ohne Stichstraßen: 200)          | in einer Kuhle liegend                                                                     | 20. Nov. 1937       | Die Straße liegt zwischen Bedingrader Straße und der Straße Kiekenberg in einer Kuhle am Berg. |                                                                       |
| An der Schlaghecke  | 130                                   | Schlag-Gatter, Gattertor                                                                   | 25. Apr. 1962       | Der Name entstammt der Mutterrolle von 1866 und meint eigentlich ein Schlagheck, ein Schlagtor oder Schlaggatter. Die Straße An der Schlaghecke verbindet Ton- und Bandstraße. |                                                                       |
| Auf dem Eichholz    | 500                                   | Eichholz, Familienname                                                                     | 9. Juli 1915        | Wahrscheinlich meint der Name ein Gelände, das auf dem Grund der Familie Eichholz liegt. Die Straße Auf dem Eichholz führt von der Oberhauser Straße zur Lohstraße. Vor 1915 hieß sie Freistraße. |                                                                       |
| Bandstraße          | 1200 (im Stadtteil)                   | bandförmiger Straßenverlauf                                                                | 8. Okt. 1896        | Die Bandstraße zieht sich von Schönebeck bis zur Straße Kuhlenberg bandförmig an der Frintroper Straße entlang. Sie war vor dem Bau der heutigen Frintroper Straße Teil des Hellwegs zwischen Rhein und Weser. An der Straße befindet sich das Lutherhaus der Evangelischen Kirchengemeinde Bedingrade-Schönebeck. | Lutherhaus an der Bandstraße                                          |
| Barchemhöhe         | 400 (ohne Stichstraßen: 280)          | Barchem, Bergheim, ehemalige Bauerschaft                                                   | 2. Dez. 1965        | Eine alte Bauerschaft auf Borbecker Gebiet heißt Barchem, Bargern oder Berchem. Die hochdeutsche Schreibweise davon ist Bergheim. Nach dieser alten Bauerschaft sind einige Straßen benannt, so die Barchemhöhe, die eine Stichstraße zur Straße Reuenberg bildet. |                                                                       |
| Bedingrader Straße  | 1400                                  | nach Bedingrade selbst benannt                                                             | 9. Juli 1915        | Die Bedingrader Straße beginnt an der Oberhauser Straße und durchquert den Stadtteil Bedingrade, bis sie an der Straße Auf dem Eichholz endet. Ursprünglich hieß sie Thalstraße, seit 1896 bis 1915 Rohrstraße. |                                                                       |
| Bergheimer Straße   | 1100                                  | Barchem, Bergheim, ehemalige Bauerschaft                                                   | 24. Juni 1970       | Eine alte Bauerschaft auf Borbecker Gebiet heißt Barchem, Bargern oder Berchem. Die hochdeutsche Schreibweise davon ist Bergheim. Die Bergheimer Straße führt als Verlängerung der Roßstraße hinter der Frintroper Straße nordwärts bis zur Straße Reuenberg, sie hieß bis 1970 Ripshorster Straße, zuvor bis 1937 Graffweg, davor bis 1915 Grafenweg, davor zwischen 1895 und 1896 Dornstraße. |                                                                       |
| Bieberweg           | 150                                   | Ober- und Niederbieber, Stadtteile von Neuwied                                             | 21. Okt. 1938       | Beim Bau der Siedlung im Süden von Gerschede wurden vor allem Bimssteine aus der Umgebung von Neuwied verwendet. Daher wurden die Straßen dort mit Bezug zu Neuwied benannt, so unter anderem die Straßen Bieberweg und Wiedbach. Der Bieberweg ist die westlichste dieser Straßen zwischen der Straße Wiedbach und Ackerstraße. |                                                                       |
| Brinkmannstraße     | 150                                   | Brinkmannshof, altes Bauerngut                                                             | 2. Feb. 1959        | Der Brinkmannshof war ein Unterhof von Hof Ehrenzell und wurde schon 1332 als oppen Brincke erwähnt. Er liegt an der Kreuzung Bedingrader Straße/Auf dem Eichholz. Die Brinkmannstraße bildet eine kleine Stichstraße zur Straße Auf dem Eichholz nahe der Bedingrader Straße in direkter Nähe zum alten Hof. | Brinkmannshof                                                         |
| Dümptener Straße    | 500                                   | Dümpten, Stadtteil von Oberhausen und Mülheim an der Ruhr                                  | 28. Nov. 1895       | Die Dümptener Straße führt von der Bedingrader Straße westwärts bergab nach Dümpten und ist daher nach dieser alten Bauerschaft benannt. Sie wird in Oberhausen-Unterdümpten als Lepkesfeld fortgeführt. |                                                                       |
| Frintroper Straße   | 1300 (im Stadtteil)                   | Frintrop, Stadtteil von Essen                                                              | 9. Juli 1915        | Die Frintroper Straße durchquert den Stadtteil Frintrop und führt von dort durch Bedingrade und Schönebeck bis Borbeck-Mitte. Bis 1915 hieß sie Essener Straße. | Frintroper Straße                                                     |
| Gerschermannweg     | 150 (im Stadtteil)                    | Hof zu Gerschede (Gerschermann), altes Bauerngut                                           | 21. Okt. 1938       | Im 14. Jahrhundert war der Hof zu Gerschede ein Lehensgut der Familie von Knippenburg. In der Landmatrikel 1668 wird der Aufsitzer Wilhelm zu Gerschede auch Gerschermann genannt. 1914 brennt der Hof Gerschermann ab und wird nicht wieder aufgebaut. Der nach dem Hof benannte Gerschermannweg führt von der Straße Möllhoven in einem Bogen in den südlichen Teil von Gerschede. |                                                                       |
| Hagedornstraße      | 500                                   | Kotten Hagedorn, altes Bauerngut                                                           | 9. Juli 1915        | Der Kotten Hagedorn war ein Leibgewinngut des Damenstiftes Stoppenberg und ist 1545 erstmals erwähnt. Bis das Bauerngut 1892 in die Hände der Firma Hirschland & Gen. übergeht, sind viele Aufsitzer des Hofes namens Hagedorn belegt. Seit 1830 ist Heinrich Hagedorn uneingeschränkter Eigentümer des Kottens. Die Hagedornstraße verbindet Hugo-Knippen-Straße mit der Straße Möllhoven. Zwischen Hugo-Knippen-Straße und der Straße Mayskamp bildet sie die Grenze zwischen Bedingrade und Gerschede. Ursprünglich hieß sie Hagstraße. |                                                                       |
| Heckelsberg         | 200 (im Stadtteil)                    | Heckelsberg, Flurname                                                                      | 13. Juni 1932       | Der Heckelsberg liegt im Süden von Bedingrade und bildet auf einem kurzen Stück die Grenze zu Schönebeck. Es handelt sich um eine Stichstraße zur Aktienstraße in Richtung Mülheim-Dümpten. |                                                                       |
| Heeme               | 390 (ohne Stichstraßen: 300)          | Borbecksch Platt für Heimat                                                                | 2. Dez. 1965        | Heeme ist nicht nur der mundartliche Begriff für Heimat, sondern könnte sich auch auf das Gedicht Heeme des mundartlichen Dichters Hermann Hagedorn beziehen. Die Straße Heeme liegt zwischen Wilmsweg und Hagedornstraße. |                                                                       |
| Heukenfeld          | 530                                   | Feld des Hofs Heuken                                                                       | 15. Mai 1945        | Der Hof Heuken wird bereits 1332 als mansus Hoyken to Betincrode erwähnt. Er gehörte zum Oberhof Borbeck und war ein Behandigungsgut. Bis heute wird der Heukenshof bewirtschaftet, inzwischen vom Landwirt Willy Haferkamp. Die Straße Heukenfeld führt zwischen dem Hexbachtal und der Frintroper Straße am Hof vorbei und durch das Feld des Heukenhofs. Zwischen 1896 und 1915 hieß sie Druckstraße, dann zunächst bis 1933 bereits Heukenfeld. Während der Zeit des Nationalsozialismus trug sie den Namen Hans-Kersten-Straße, bevor sie 1945 wieder den Namen Heukenfeld erhielt. | Heukenfeld                                                            |
| Hexberg             | 160 (im Stadtteil)                    | Hexberg, Flurname (Berg der Familie Heck)                                                  | 2. Feb. 1959        | Der Name Hexberg geht wohl wie der Hexbach auf eine Familie Heck zurück.ybr />Die Straße Hexberg liegt am Hexbachtal und führt von der Bedingrader Straße westlich nach Oberdümpten. |                                                                       |
| Höchtebogen         | 400                                   | bogenförmige Anhöhe                                                                        | 20. Nov. 1937       | Der Höchtebogen liegt auf einer Anhöhe (=Höchte) und verbindet bogenförmig die Straßen Velthover Winkel und Auf dem Eichholz. | Höchtebogen                                                           |
| Hugo-Knippen-Straße | 220                                   | Hugo Knippen, 1903–1980, Politiker und Vorsitzender des Bürgerausschusses Borbeck          | 13. Nov. 1991       | Hugo Knippen war von 1953 bis 1961 Vorsitzender des Bürgerausschusses Borbeck, dem er seit 1949 angehörte. Er engagierte sich für seinen Stadtteil, als Betriebsrat bei den Kruppschen Gas- und Wasserwerken sowie in der SPD. 1968 wurde er mit der Verdienstmedaille des Verdienstordens der Bundesrepublik Deutschland ausgezeichnet. Die Hugo-Knippen-Straße liegt zwischen der Hagedornstraße und der Straße Reuenberg und war bis 1991 Teil der Bergheimer Straße. |                                                                       |
| Im Fatloh           | 1100                                  | Fatloh, Flurname                                                                           | 9. Juli 1915        | Der Name Fatloh wird in der Landmatrikel als Vaetlohe erwähnt. Die Straße Im Fatloh liegt im Bedingrader Süden bogenförmig hinter der Lohstraße. Sie hieß bis 1915 Kiesstraße. | Im Fatloh                                                             |
| Im Wulve            | 900                                   | Gaststätte des Hannes im Wulve                                                             | 9. Juli 1915        | Wulve ist das mundartliche Wort für Wolf. Der Straßenname geht auf die Gaststätte des Johann Wolf (genannt Hannes im Wulve) zurück, der vom Hof Wolf (genannt Im Wulve) stammte. Die Straße Im Wulve führt von der Frintroper Straße zur Aktienstraße und bildet auf ihrer gesamten Länge die Grenze zwischen Bedingrade und Schönebeck. Bis 1915 hieß sie Wolfstraße. | Im Wulve, rechts Bedingrade, links Schönebeck                         |
| Kiekenberg          | 300                                   | Kiekenberg, Flurname                                                                       | 25. Feb. 1937       | Der Kiekenberg liegt zwischen Bedingrader Straße und Oberhauser Straße und ist nach einer alten Flurbezeichnung und einem Kotten benannt. Bis 1937 hieß die Straße Querstraße. |                                                                       |
| Kißmanns Berg       | 280                                   | Kißmann, Familienname                                                                      | 14. Aug. 1933       | Beim Kißmanns Berg handelt es sich um Pachtland des Hofes Kißmann, der 1668 in der Landmatrikel erwähnt wird und 1917 von Hermann Kißmann an den Mülheimer Bergwerksverein verkauft wurde. Die Straße Kißmanns Berg verbindet die Straßen Im Fatloh und Lewafeld. |                                                                       |
| Kuhlenberg          | 210                                   | Kuhlenberghove, altes Bauerngut                                                            | 13. Aug. 1953       | Die Kuhlenberghove ist ein altes fürstlich-essendisches Behandigungsgut. Nach ihr ist die Straße Kuhlenberg benannt, die als Verlängerung der Straße Velthover Winkels hinter der Straße Auf dem Eichholz zur Frintroper Straße führt. |                                                                       |
| Laarmannstraße      | 350                                   | Franz Heinrich Laarmann, 1858–1920, Richter und Stadtverordneter                           | 12. Feb. 1931       | Franz Heinrich Laarmann war ein Geheimer Justizrat, Landgerichtsdirektor, Richter, Stadtverordneter des Caritasverbandes und engagiert in der Förderung des katholischen kirchlichen Lebens, weshalb 1931 die zuvor so genannte Straße In der Düsterbeck nach ihm in Laarmannstraße umbenannt wurde. Zuvor hieß sie bis 1915 Backstraße. Sie verbindet Bergheimer Straße und die Straße Rabenhorst und führt dabei am Franziskus-Haus, einem Altenheim, vorbei. Gegenüber der Einmündung der Laarmannstraße in die Straße Rabenhorst befindet sich die katholische Kirche St. Franziskus. |                                                                       |
| Labberg             | 190                                   | Labberg, Flurname                                                                          | 21. Nov. 1968       | Der Labberg ist 1668 in der Landmatrikel als Gemeinheitsgrundstück erwähnt und wird in unterschiedlichen Schreibweisen (Lebberg, Ladberg) genannt. 1866 ist auch der Ladbergkotten belegt. Die Straße Labberg liegt im äußersten Westen zwischen der Oberhauser Straße und der Straße Labberghang. |                                                                       |
| Labberghang         | 170                                   | am Hang des Labbergs gelegen                                                               | 20. Juli 1966       | Die Straße Labberghang liegt am Hang des alten Labbergs und trägt daher seinen Namen. Sie wurde allerdings schon vor der Straße Labberg benannt. Im äußersten Westen von Bedingrade verbindet er die Straße Labberg mit der Dümptener Straße. |                                                                       |
| Lewafeld            | 210                                   | Lehrwerkstätte der Arbeitsgemeinschaft Rhein.-Westf. Bauunternehmungen                     | 3. Juni 1935        | Die AG Rheinisch-Westfälischer Bauunternehmungen ließ seit 1927 die Grundausbildung für ihre Lehrlinge in der Lehrwerkstätte der Arbeitsgemeinschaft (Lewa) auf dem Gelände der Straße Kißmanns Berg durchführen. Danach ist das Lewafeld zwischen Kißmanns Berg und Lohstraße benannt. |                                                                       |
| Lirichblick         | 630 (ohne Stichstraßen: 450)          | Lirich, Stadtteil von Oberhausen                                                           | 3. Okt. 1932        | Von der Straße Lirichblick aus konnte man früher weit Richtung Westen sehen, wo sich die Bauerschaften Lirich und Lippern befanden, die ehemals zur Bürgermeisterei Borbeck zählten, bis sie 1862 zu Keimzellen der Stadt Oberhausen wurden. Nach diesem Ausblick wurde 1932 die bogenförmige Straße zwischen der Tonstraße und dem Wendersbachweg benannt. |                                                                       |
| Lohmanns Kamp       | 240                                   | Feld des Hofs Lohmann                                                                      | 14. Aug. 1933       | Die Straße wurde im Feld des Hofs Lohmann angelegt und daher nach diesem benannt. Sie verbindet die Straßen Im Fatloh und Lewafeld und verläuft dabei parallel zur Straße Kißmanns Berg. | Lohmanns Kamp                                                         |
| Lohstraße           | 1300                                  | Hof Lohmann, altes Bauerngut                                                               | 28. Nov. 1895       | Die Lohstraße liegt am Hof Lohmann, einem früheren Unterhof von Hof Ehrenzell, der 1668 in der Landmatrikel erwähnt wird und 1896 auf den Ökonomen Wilhelm Lohmann überging. Die Lohstraße führt von der Frintroper Straße als Verlängerung der Straße Am Kreyenkrop zunächst südwärts und dann in östliche Richtung bis zur Straße Im Wulve, wo sie auf die Grenze zu Schönebeck stößt. | Lohstraße                                                             |
| Mayskamp            | 120 (im Stadtteil)                    | Feld des Hofs May                                                                          | 26. Mai 1939        | Der Hof May wird in der Landmatrikel 1668 erstmals erwähnt und lag zwischen den Höfen Gimken und Beckermann. Er ging um 1850 auf den Landwirt Hermann Kirchmann über. Die Straße Mayskamp wurde im Feld des Hofs angelegt und führt von der Hagedornstraße nordwärts nach Gerschede. Zwischen Hagedornstraße und Triftstraße bildet sie die Grenze zu Gerschede. |                                                                       |
| Möllhoven           | 1000 (im Stadtteil)                   | Möllhoven, ehemalige Bauerschaft                                                           | 9. Juli 1915        | Möllhoven ist der Name einer alten Bauerschaft auf Borbecker Gebiet, zu der 1668 neun Höfe und Kotten gehören. Außerdem sind die Höfe Kleine Möllhoff und Große Möllhoff als bedeutendste Kotten erwähnt. Die Straße Möllhoven liegt in der alten Bauerschaft und durchquert Bedingrade von der StraßeReuenberg an bis nach Gerschede und Borbeck-Mitte hinein. Bis 1915 hieß sie Mühlenstraße. |                                                                       |
| Möllhover Winkel    | 350 (im Stadtteil)                    | Abzweigung von der Straße Möllhoven                                                        | 20. Nov. 1937       | Der Möllhover Winkel ist eine Seitenstraße zur Straße Möllhoven und daher in Anlehnung an diese Straße benannt. Sie führt bis zur Straße Stensbeckhof. |                                                                       |
| Moosstraße          | 400 (alle Straßenabschnitte zusammen) | Haus von Wilhelm Anton Mosebach                                                            | 8. Okt. 1896        | Der Name der Moosstraße leitet sich vom Invaliden Wilhelm Anton Mosebach ab, zu dessen Haus die Straße von der Bergheimer Straße aus ursprünglich führte, bis sie über Fußwege bis zur Straße Möllhoven verlängert wurde. Die Verbindung zwischen Möllhoven und Schloßstraße heißt seit 1966 Stensbeckhof. |                                                                       |
| Oberhauser Straße   | 1500                                  | Oberhausen, Nachbarstadt                                                                   | 9. Juli 1915        | Die Oberhauser Straße ist nach der Nachbarstadt Oberhausen benannt, in die sie in westlicher Richtung führt. Sie beginnt an der Frintroper Straße als Verlängerung der Schloßstraße und bildet auf ganzer Länge die Grenze zum Nachbarstadtteil Frintrop. Sie hieß bis 1915 Kahrstraße. |                                                                       |
| Pflanzstraße        | 350                                   | Bezug auf den bepflanzten St.-Josef-Friedhof                                               | 22. Jan. 1897       | Der Name bezieht sich darauf, dass auf dem angrenzenden Friedhof der Pfarrkirche St. Josef die Gräber mit Blumen bepflanzt werden. Die Pflanzstraße führt von der Bedingrader Straße am Friedhof entlang nordwärts zur Oberhauser Straße. |                                                                       |
| Püttmannweg         | 170                                   | Theodor Püttmann, Aufsitzer des Hofs Kiekenberg                                            | 20. Nov. 1937       | Theodor Püttmann errichtete 1784 den Kotten Kiekenberg. Er selbst stammte vermutlich vom Bedingrader Hof Püttmann, der 1668 in der Landmatrikel genannt wird. Der Name Püttmannweg steht sowohl im Bezug auf die Lage als Stichstraße an der Bedingrader Straße in Nähe zum alten Kotten Kiekenberg als auch auf den Hof Püttmann. |                                                                       |
| Rabenhorst          | 100 (im Stadtteil)                    | Rabenhorst, Flurname                                                                       | 13. Mai 1893        | Der Rabenhorst ist die Verlängerung der Straße Im Wulve hinter der Frintroper Straße und bildet auf einem kurzen Stück bis zur Laarmannstraße die Grenze zwischen Bedingrade und Borbeck-Mitte. Bis 1915 hieß die Straße Parkstraße, bevor sie nach dem alten Flurnamen benannt wurde. An der Straße Am Rabenhorst befindet sich die katholische Kirche St. Franziskus. | St.-Franziskus-Kirche am Rabenhorst                                   |
| Rappenweg           | 140                                   | Rappe, Bezug auf die nahe Roßstraße                                                        | 19. März 1969       | In Bezug auf die nahe Roßstraße wurde der Rappenweg nach der Bezeichnung für Pferde mit schwarzem Fell benannt. Der Rappenweg bildet eine Stichstraße zur Lohstraße. |                                                                       |
| Reuenberg           | 800 (im Stadtteil)                    | Reuenberg, Flurname                                                                        | 9. Juli 1915        | Der Name Reuenberg ist bereits 1444 als Roenberg und Royenberg beleg. In der Landmatrikel taucht er als Röhenberg auf. 1866 wird das Reuenbergsfeld genannt. Die Straße Reuenberg, die von der Schloßstraße nach Norden in Richtung Gerschede führt, trug ursprünglich den Namen Bergstraße, seit 1895 Reuenbergerstraße und seit 1915 Reuenberg. | Reuenberg 47a, Steenkampskotten                                       |
| Roßstraße           | 500                                   | Kleine-Möllhoffs-Hof, Landwirtschaft mit Pferdezucht                                       | 14. Aug. 1896       | Der Name leitet sich davon ab, dass Wilhelm Kleine-Möllhoff (1853–1915) an der Ecke Roßstraße/Frintroper Straße eine Landwirtschaft mit rassigen Pferden besaß. Die Roßstraße führt als Verlängerung der Bergheimer Straße hinter der Frintroper Straße bis zur Straße Im Wulve, wo sie die Grenze zu Schönebeck berührt. |                                                                       |
| Rötterhoven         | 350                                   | undeutliche Schreibweise des Flurnamens Kälterhoverbaum                                    | 1. Okt. 1920        | Es handelt sich beim Namen Rötterhoven um eine Ableitung von Kälterhoverbaum. In einer vom Geometer Hagedorn erstellten Übersichtskarte erscheint der Name statt des älteren Kaldenhoverbaum, eine Bezeichnung für einen Schlagbaum bei einem Kotten namens Kaldenhoven. Die leicht verschnörkelte Schrift in der Karte von Hagedorn lässt sich auch als Rötterhoverbaum lesen; so gelangte wohl dieser Name ins Kataster und bildete damit die Herkunft der Straßennamen Rötterhoven und Rötterhoverbaum. Die Straße Rötterhoven führt in einem Bogen von der Aktienstraße zum Rötterhoverbaum. | Rötterhoven                                                           |
| Rötterhoverbaum     | 450                                   | undeutliche Schreibweise des Flurnamens „Kälterhoverbaum“                                  | 1. Okt. 1920        | Es handelt sich beim Namen Rötterhoverbaum um eine Ableitung von Kälterhoverbaum. In einer vom Geometer Hagedorn erstellten Übersichtskarte erscheint der Name statt des älteren Kaldenhoverbaum, eine Bezeichnung für einen Schlagbaum bei einem Kotten namens Kaldenhoven. Die leicht verschnörkelte Schrift in der Karte von Hagedorn lässt sich auch als Rötterhoverbaum lesen; so gelangte wohl dieser Name ins Kataster und bildete damit die Herkunft der Straßennamen Rötterhoven und Rötterhoverbaum. Die Straße Rötterhoverbaum bildet eine Stichstraße zur Aktienstraße. |                                                                       |
| Scheckenstraße      | 350                                   | Schecke, Bezug auf die nahe Roßstraße                                                      | 19. März 1969       | In Bezug auf die nahe Roßstraße wurde die Scheckenstraße nach der Bezeichnung für Pferde mit fleckigem Fell benannt. Die Scheckenstraße bildet eine Stichstraße zur Bandstraße. |                                                                       |
| Schloßstraße        | 1100 (im Stadtteil)                   | Schloss Borbeck, Wasserschloss                                                             | 30. Apr. 1891       | Die Schloßstraße führt als Hauptstraße von Borbeck kommend und direkt am namensgebenden Schloss Borbeck vorbei, dem ehemaligen Oberhof und der Residenz der Essener Fürstäbtissinnen, weiter über Bedingrade bis auf die Frintroper Straße. Zwischen Donnerberg und Frintroper Straße bildet sie die Grenze zu Frintrop. | Schloßstraße                                                          |
| Schnitterweg        | 400 (ohne Stichstraßen: 300)          | Schnitter, Berufsbezeichnung                                                               | 9. Juli 1915        | Der Schnitterweg kreuzt die Straße Reuenberg und endet beidseitig als Sackgasse, weshalb sie ursprünglich Schnittstraße hieß, sie schnitt die Straße. 1915 wurde daraus der Schnitterweg, der nun gleichzeitig auf das landwirtschaftlich genutzte Gelände entlang der Straße hinweist. | Beckermannshof am Schnitterweg                                        |
| Stensbeckhof        | 360 (im Stadtteil: 280)               | Stensbeckhof, altes Bauerngut                                                              | 13. Juni 1966       | Der Stensbeckhof hieß ursprünglich Hof Rüsel oder Rüßel und trug den Namen Stensbeck erst, seit er 1906 in die Hände des Landwirts Johann Stensbeck jun. überging. Die Straße Stensbeckhof liegt auf dem Gelände des alten Kottens in der Bauerschaft Möllhoven. Sie verbindet die Schloßstraße mit der Straße Möllhoven. Ursprünglich war sie Teil der Moosstraße. |                                                                       |
| Tonstraße           | 400                                   | auf Tonboden angelegt                                                                      | 8. Okt. 1896        | Die Tonstraße, die die Straße Heukenfeld mit der Bandstraße verbindet, wurde auf Tonboden angelegt und trägt daher ihren Namen. |                                                                       |
| Triftstraße         | 350 (im Stadtteil)                    | Viehtrift                                                                                  | 14. Aug. 1896       | Die alte Führung der Triftstraße war Teil der bereits 1444 urkundlich belegten Viehtrift in Gerschede, durch die das Vieh zur Emscher geführt wurde. Die heutige Triftstraße führt von der Straße Möllhoven nordwärts, bildet hinter der Ackerstraße bis zur Straße Mayskamp die Grenze zu Gerschede und wird danach in Gerschede fortgeführt. |                                                                       |
| Velthover Winkel    | 210                                   | Velthove, altes Bauerngut                                                                  | 20. Nov. 1937       | Der Velthover Winkel ist nach einem alten Bauernhof namens Ortmann, Orthove oder Velthove benannt, ein zum Oberhof Ehrenzell gehörendes Behandigungsgut. Die Straße führt vom Höchtebogen um die Ecke zur Straße Auf dem Eichholz und wird dahinter als Kuhlenberg fortgesetzt. |                                                                       |
| Wendersbachweg      | 350                                   | Wendersbach, Flurname                                                                      | 3. Okt. 1932        | Der Wendersbachweg verbindet die Lohstraße mit der Bandstraße und ist nach einem alten Flurnamen benannt, der in Bezug zum Lohmannshof steht. |                                                                       |
| Wesselbaumweg       | 70                                    | Bernhard Wesselbaum, 1891–1954, Gründung der Siedlergemeinschaft Christliche Familienhilfe | 15. Juli 1954       | Der Vollzugsbeamte Bernhard Wesselbaum war Begründer und Vorsitzender der katholischen Siedlergemeinschaft Christliche Familienhilfe in Schonnebeck. Auf seine Initiative hin wurden weitere Siedlergemeinschaften in Borbeck, Dellwig, Frintrop, Kupferdreh, Schönebeck und Steele gegründet. Die Christliche Familienhilfe Frintrop wünschte nach seinem Tod im Februar 1954 die Benennung einer Straße nach Wesselbaum, weshalb wenige Monate später die kleine Stichstraße zur Straße Kiekenberg seinen Namen erhielt. |                                                                       |
| Wiedbach            | 400 (im Stadtteil)                    | Wiedbach, Fluss bei Neuwied                                                                | 21. Okt. 1938       | Beim Bau der Siedlung im Süden von Gerschede wurden vor allem Bimssteine aus der Umgebung von Neuwied verwendet. Daher wurden die Straßen dort mit Bezug zu Neuwied benannt, so unter anderem die Straßen Bieberweg und Wiedbach. Die Straße Wiedbach ist die südliche Achse dieser Siedlung, sie führt von der Triftstraße bogenförmig nach Nordosten und bildet bis zum Gerschermannweg die Grenze zu Gerschede, bevor sie dort weitergeführt wird. |                                                                       |
| Wilmsweg            | 270 (im Stadtteil)                    | Johann Wilms, Aufsitzer auf dem Hof Stratmann                                              | 23. Mai 1939        | 1835 wurde der Kotten Stratmann an den Pumpenmacher Johann Wilms aus Gerschede verkauft. Der Wilmsweg, der von der Ackerstraße bogenförmig wegführt und hinter der Triftstraße in Gerschede fortgesetzt wird, trägt seinen Namen nach ihm. |                                                                       |
| Zwergstraße         | 300                                   | eine sehr kleine Straße                                                                    | 8. Okt. 1896        | Zur Zeit der Benennung war die Zwergstraße, die bogenförmig hinter dem Reuenberg liegt, klein und unscheinbar und erhielt deswegen den Namen Zwergstraße. |                                                                       |

## Liste ehemaliger Straßennamen
Viele der ehemaligen Straßennamen in Bedingrade stammten aus der Zeit des Bürgermeisters Rudolf Heinrich und trugen daher ebenfalls Kurzformen. Hierzu zählten die Backstraße, die Bergstraße, die Bornstraße, die Dornstraße, die Druckstraße, die Freistraße, die Hagstraße, die Kahrstraße, die Kiesstraße, die Parkstraße, die Querstraße, die Rohrstraße, die Schnittstraße, die Thalstraße und die Wolfstraße. Viele Straßennamen wurden 1915 nach der Eingemeindung der Bürgermeisterei Borbeck in die Stadt Essen geändert, um Dopplungen zu vermeiden.
| Name                | von           | bis           | umbenannt in (aktuell)                                                    | Herleitung                                                                                    | Bemerkungen                                                                                               |
| ------------------- | ------------- | ------------- | ------------------------------------------------------------------------- | --------------------------------------------------------------------------------------------- | --- |
| Backstraße          | 22. Jan. 1897 | 9. Juli 1915  | → Laarmannstraße                                                          |                                                                                               | Nach 1915 hieß die Straße zunächst In der Düsterbeck.                                                     |
| Bergstraße          | 30. Apr. 1891 | 20. Nov. 1895 | → Reuenberg                                                               | Die Straße führt von Dellwig aus bergan.                                                      | |
| Bornstraße          | 22. Jan. 1897 | 9. Juli 1915  | → Ackerstraße                                                             |                                                                                               | 1915 wurden Ackerstraße und Bornstraße zusammengefasst.                                                   |
| Dornstraße          | 28. Nov. 1895 | 8. Okt. 1896  | → Bergheimer Straße                                                       |                                                                                               | Nach 1896 hieß die Straße zunächst bis 1915 Grafenweg, dann bis 1937 Graffweg, danach Ripshorster Straße. |
| Druckstraße         | 8. Okt. 1896  | 9. Juli 1915  | → Heukenfeld                                                              |                                                                                               | |
| Essener Straße      | 30. Apr. 1891 | 9. Juli 1915  | → Frintroper Straße                                                       | Die Straße führte vor der Eingemeindung Borbecks zur Stadt Essen.                             | Die Verlängerung der Frintroper Straße in Oberhausen heißt bis heute Essener Straße.                      |
| Freistraße          | 14. Aug. 1896 | 9. Juli 1915  | → Auf dem Eichholz                                                        |                                                                                               | |
| Grafenweg           | 8. Okt. 1896  | 9. Juli 1915  | → Bergheimer Straße                                                       |                                                                                               | Nach 1915 hieß die Straße zunächst Graffweg, ab 1937 war sie Teil der Ripshorster Straße.                 |
| Graffweg            | 9. Juli 1915  | 20. Nov. 1937 | → Bergheimer Straße                                                       |                                                                                               | Nach 1937 war die Straße zunächst Teil der Ripshorster Straße.                                            |
| Hagstraße           |               | 9. Juli 1915  | → Hagedornstraße                                                          | Bezug auf den Kotten Hagedorn                                                                 | |
| Hans-Kersten-Straße | 14. Aug. 1933 | 15. Mai 1945  | → Heukenfeld                                                              |                                                                                               | Bereits zwischen 1915 und 1933 hieß die Straße Heukenfeld.                                                |
| In der Düsterbeck   | 9. Juli 1915  | 12. Feb. 1931 | → Laarmannstraße                                                          | Düsterbeck, Flurname                                                                          | |
| Kahrstraße          | 30. Apr. 1891 | 9. Juli 1915  | → Oberhauser Straße                                                       |                                                                                               | |
| Kiesstraße          | 8. Okt. 1896  | 9. Juli 1915  | → Im Fatloh                                                               |                                                                                               | |
| Mühlenstraße        | 30. Apr. 1891 | 9. Juli 1915  | → Möllhoven                                                               |                                                                                               | |
| Parkstraße          | 13. Mai 1893  | 9. Juli 1915  | → Rabenhorst                                                              | Die Straße liegt am Schlosspark in Borbeck.                                                   | |
| Querstraße          | vor 1904      | 25. Feb. 1937 | → Kiekenberg                                                              | Die Straße verläuft quer zur Oberhauser Straße.                                               | |
| Reuenbergerstraße   | 20. Nov. 1895 | 9. Juli 1915  | → Reuenberg                                                               | Reuenberg, Flurname                                                                           | |
| Ripshorster Straße  | 20. Nov. 1937 | 24. Juni 1970 | → Bergheimer Straße                                                       | Haus Ripshorst                                                                                | |
| Rohrstraße          | 8. Okt. 1896  | 9. Juli 1915  | aufgeteilt zwischen → Am Kreyenkrop, → Bedingrader Straße und → Lohstraße |                                                                                               | Zunächst hieß der gesamte Straßenzug nach 1915 Bedingrader Straße.                                        |
| Schnittstraße       | 14. Aug. 1896 | 9. Juli 1915  | → Schnitterweg                                                            | Die Straße schnitt den Reuenberg (damals Reuenbergerstraße) in zwei Hälften.                  | |
| Thalstraße          | 28. Nov. 1895 | 8. Okt. 1896  | → Bedingrader Straße                                                      |                                                                                               | Zunächst hieß die Straße bis 1915 Rohrstraße.                                                             |
| Wolfstraße          | 8. Okt. 1896  | 9. Juli 1915  | → Im Wulve                                                                | Es handelt sich wohl um einen Bezug auf die Gaststätte des Johann Wolf oder auf den Hof Wolf. | |